# President Quirino
President Quirino (Bayan ng President Quirino) är en kommun i Filippinerna. Kommunen ligger på ön Mindanao, och tillhör provinsen Sultan Kudarat. Folkmängden uppgår till 32 721 invånare.

## Barangayer
President Quirino är indelat i 19 barangayer.
| - Bagumbayan - Bannawag - Bayawa - C. Mangilala - Estrella - Kalanawe I - Kalanawe II - Katico - Malingon - Mangalen | - Pedtubo - Poblacion (Sambulawan) - Romualdez - San Jose - San Pedro (Tuato) - Sinakulay - Suben - Tinaungan - Tual (Liguasan) |